# Tỉnh (Afghanistan)
Afghanistan được phân chia hành chính thành các tỉnh. Năm 2004, có 34 tỉnh (ولايت wilayat) tại quốc gia này. Mỗi tỉnh được chia tiếp thành các huyện (hay quận).
Chính quyền cấp tỉnh do thống tỉnh lãnh đạo. Mỗi tỉnh có hai thành viên trong Viện trưởng Lão (tức quốc hội). Một người được hội đồng tỉnh lựa chọn theo nhiệm kỳ 4 năm và người còn lại do các hội đồng huyện bầu chọn theo nhiệm kỳ 3 năm. Đại diện trong Viện Nhân dân được chọn từ các huyện, mặc dù ở mỗi tỉnh phải có ít nhất hai đại biểu là phụ nữ.

## Các tỉnh của Afghanistan
|  |

| Tỉnh       | Bản đồ# | ISO 3166-2:AF | Tỉnh lị            | Dân số    | Diện tích (km²) | ngôn ngữ                                                     | Chú thích                           | Vùng                 |
| ---------- | ------- | ------------- | ------------------ | --------- | --------------- | ------------------------------------------------------------ | ----------------------------------- | -------------------- |
| Badakhshan | 30      | AF-BDS        | Fayzabad           | 819,396   | 44,059          | tiếng Ba Tư Dari, tiếng Pamiri, tiếng Pashto                 | 29 quận                             | Đông Bắc Afghanistan |
| Badghis    | 4       | AF-BDG        | Qala i Naw         | 499,393   | 20,591          | tiếng Ba Tư Dari, tiếng Pashto                               | 7 quận                              | Tây Afghanistan      |
| Baghlan    | 19      | AF-BGL        | Puli Khumri        | 741,690   | 21,118          | tiếng Ba Tư Dari, tiếng Uzbek, tiếng Turkmen, tiếng Pashto   | 16 quận                             | Đông Bắc Afghanistan |
| Balkh      | 13      | AF-BAL        | Mazari Sharif      | 1,123,948 | 17,249          | tiếng Ba Tư Dari, tiếng Pashto                               | 15 quận                             | Tây Bắc Afghanistan  |
| Bamyan     | 15      | AF-BAM        | Bamiyan            | 343,892   | 14,175          | tiếng Ba Tư Dari                                             | 7 quận                              | Trung Afghanistan    |
| Daykundi   | 10      | AF-DAY        | Nili               | 477,544   | 8,088           | tiếng Ba Tư Dari và tiếng Pashto                             | 8 quận thành lập từ Oruzgan in 2004 | Tây Nam Afghanistan  |
| Farah      | 2       | AF-FRA        | Farah              | 493,007   | 48,471          | tiếng Pashto, tiếng Ba Tư Dari, Baloch                       | 11 quận                             | Tây Afghanistan      |
| Faryab     | 5       | AF-FYB        | Maymana            | 833,724   | 20,293          | tiếng Uzbek, tiếng Ba Tư Dari, tiếng Pashto & tiếng Turkmen  | 14 quận                             | Tây Bắc Afghanistan  |
| Ghazni     | 16      | AF-GHA        | Ghazni             | 1,080,843 | 22,915          | tiếng Pashto, tiếng Ba Tư Dari                               | 19 quận                             | Đông Nam Afghanistan |
| Ghor       | 6       | AF-GHO        | Chaghcharan        | 635,302   | 36,479          | tiếng Ba Tư Dari, Pashto                                     | 10 quận                             | Tây Afghanistan      |
| Helmand    | 7       | AF-HEL        | Lashkar Gah        | 1,441,769 | 58,584          | tiếng Pashto, tiếng Ba Tư Dari                               | 13 quận                             | Tây Nam Afghanistan  |
| Herat      | 1       | AF-HER        | Herat              | 1,762,157 | 54,778          | tiếng Ba Tư Dari, tiếng Pashto, tiếng Turkmen                | 15 quận                             | Tây Afghanistan      |
| Jowzjan    | 8       | AF-JOW        | Sheberghan         | 426,987   | 11,798          | tiếng Uzbek, tiếng Turkmen, tiếng Pashto & tiếng Ba Tư Dari  | 9 districts                         | Tây Bắc Afghanistan  |
| Kabul      | 22      | AF-KAB        | Kabul              | 3,314,000 | 4,462           | tiếng Pashto, tiếng Ba Tư Dari, tiếng Turkmen và tiếng Uzbek | 18 quận                             | Trung Afghanistan    |
| Kandahar   | 12      | AF-KAN        | Kandahar           | 2,913,000 | 54,022          | Pashto, tiếng Ba Tư Dari                                     | 16 quận                             | Đông Nam Afghanistan |
| Kapisa     | 29      | AF-KAP        | Mahmud-i-Raqi      | 358,268   | 1,842           | tiếng Ba Tư Dari, tiếng Pashto, tiếng Pashayi                | 7 districts                         | Trung Afghanistan    |
| Khost      | 26      | AF-KHO        | Khost              | 638,849   | 4,152           | Pashto                                                       | 13 quận                             | Đông Nam Afghanistan |
| Kunar      | 34      | AF-KNR        | Asadabad           | 413,008   | 4,942           | Pashto                                                       | 15 quận                             | Đông Bắc Afghanistan |
| Kunduz     | 18      | AF-KDZ        | Kunduz             | 820,000   | 8,040           | Pashto, tiếng Ba Tư Dari, tiếng Uzbek & Turkmen              | 7 quận                              | Đông Bắc Afghanistan |
| Laghman    | 32      | AF-LAG        | Mihtarlam District | 382,280   | 3,843           | tiếng Pashto, tiếng Pashai, tiếng Nuristani & Ba Tư Dari     | 5 quận                              | Đông Afghanistan     |
| Logar      | 23      | AF-LOW        | Pul-i-Alam         | 322,704   | 3,880           | tiếng Pashto, tiếng Ba Tư Dari                               | 7 quận                              | Trung Afghanistan    |
| Nangarhar  | 33      | AF-NAN        | Jalalabad          | 1,342,514 | 7,727           | tiếng Pashto, tiếng Ba Tư Dari                               | 23 quận                             | Đông Afghanistan     |
| Nimruz     | 3       | AF-NIM        | Zaranj             | 117,991   | 41,005          | tiếng Baloch, tiếng Pashto & Ba Tư Dari                      | 5 quận                              | Tây Nam Afghanistan  |
| Nuristan   | 31      | AF-NUR        | Parun              | 130,964   | 9,225           | Nuristani, Pashto                                            | 7 quận                              | Đông Bắc Afghanistan |
| Orūzgān    | 11      | AF-ORU        | Tarin Kowt         | 320,589   | 22,696          | tiếng Pashto, tiếng Ba Tư Dari                               | 6 quận                              | Trung Afghanistan    |
| Paktia     | 24      | AF-PIA        | Gardez             | 415,000   | 6,432           | tiếng Pashto, tiếng Ba Tư Dari                               | 11 quận                             | Đông Nam Afghanistan |
| Paktika    | 25      | AF-PKA        | Sharan             | 809,772   | 19,482          | tiếng Pashto, tiếng Ba Tư Dari                               | 15 districts                        | Đông Nam Afghanistan |
| Panjshir   | 28      | AF-PAN        | Bazarak            | 128,620   | 3,610           | tiếng Ba Tư Dari                                             | 5 quận thành lập năm 2004 từ Parwan | Đông Bắc Afghanistan |
| Parwan     | 20      | AF-PAR        | Charikar           | 491,870   | 5,974           | tiếng Ba Tư Dari, tiếng Pashto                               | 9 quận                              | Central Afghanistan  |
| Samangan   | 14      | AF-SAM        | Aybak              | 378,000   | 11,262          | tiếng Ba Tư Dari, tiếng Uzbek                                | 5 quận                              | Tây Bắc Afghanistan  |
| Sar-e Pol  | 9       | AF-SAR        | Sar-e Pol          | 505,400   | 16,360          | tiếng Ba Tư Dari, tiếng Pashto & Uzbek                       | 7 quận                              | Tây Bắc Afghanistan  |
| Takhar     | 27      | AF-TAK        | Taloqan            | 830,319   | 12,333          | tiếng Ba Tư Dari, tiếng Uzbek, tiếng Pashto                  | 12 districts                        | Đông Bắc Afghanistan |
| Urozgan    | 11      | AF-URU        | Tarinkot           | 386.818   | 12.696          |                                                              | 6                                   | Central Afghanistan  |
| Wardak     | 21      | AF-WAR        | Meydan Shahr       | 529,343   | 9,934           | tiếng Pashto, tiếng Ba Tư Dari                               | 9 quận                              | Trung Afghanistan    |
| Zabul      | 17      | AF-ZAB        | Qalat              | 244,899   | 17,343          | Pashto, tiếng Ba Tư Dari                                     | 9 quận                              | Đông Nam Afghanistan |